# Jan Wojnowski
Jan Wojnowski (* 23. Dezember 1946 in Torzewo; † 9. Februar 1990 in Bydgoszcz) war ein polnischer Gewichtheber.

## Werdegang
Jan Wojnowski wuchs in Torzewo in Polen auf. Er besuchte ein Gymnasium in Bydgoszcz und ging anschließend zur Armee. Der nur 1,58 m große und ca. 60 kg schwere Sportler kam dort zum Gewichtheben. Sein Trainer war Krzysztof Beck. Der größte Erfolg, den er erreichte, war der Gewinn der Europameisterschaft im olympischen Dreikampf 1961 in Sofia im Federgewicht und ein Weltmeistertitel in der Disziplin Reißen. Der zweite Titel im Reißen von den Weltmeisterschaften 1970 wurde ihm wegen Dopings aberkannt. Bei den Olympischen Spielen 1968 in Mexiko-Stadt belegte er den vierten Platz im Federgewicht. Jan Wojnowski hatte in seiner Gewichtsklasse auch im eigenen Land in Mieczysław Nowak, Henryk Trębicki und Rudolf Kozłowski harte Konkurrenten. Er gewann trotzdem dreimal die polnische Meisterschaft im Federgewicht und stellte 15 polnische Rekorde auf.
Jan Wojnowski starb 1990 im Alter von 44 Jahren.

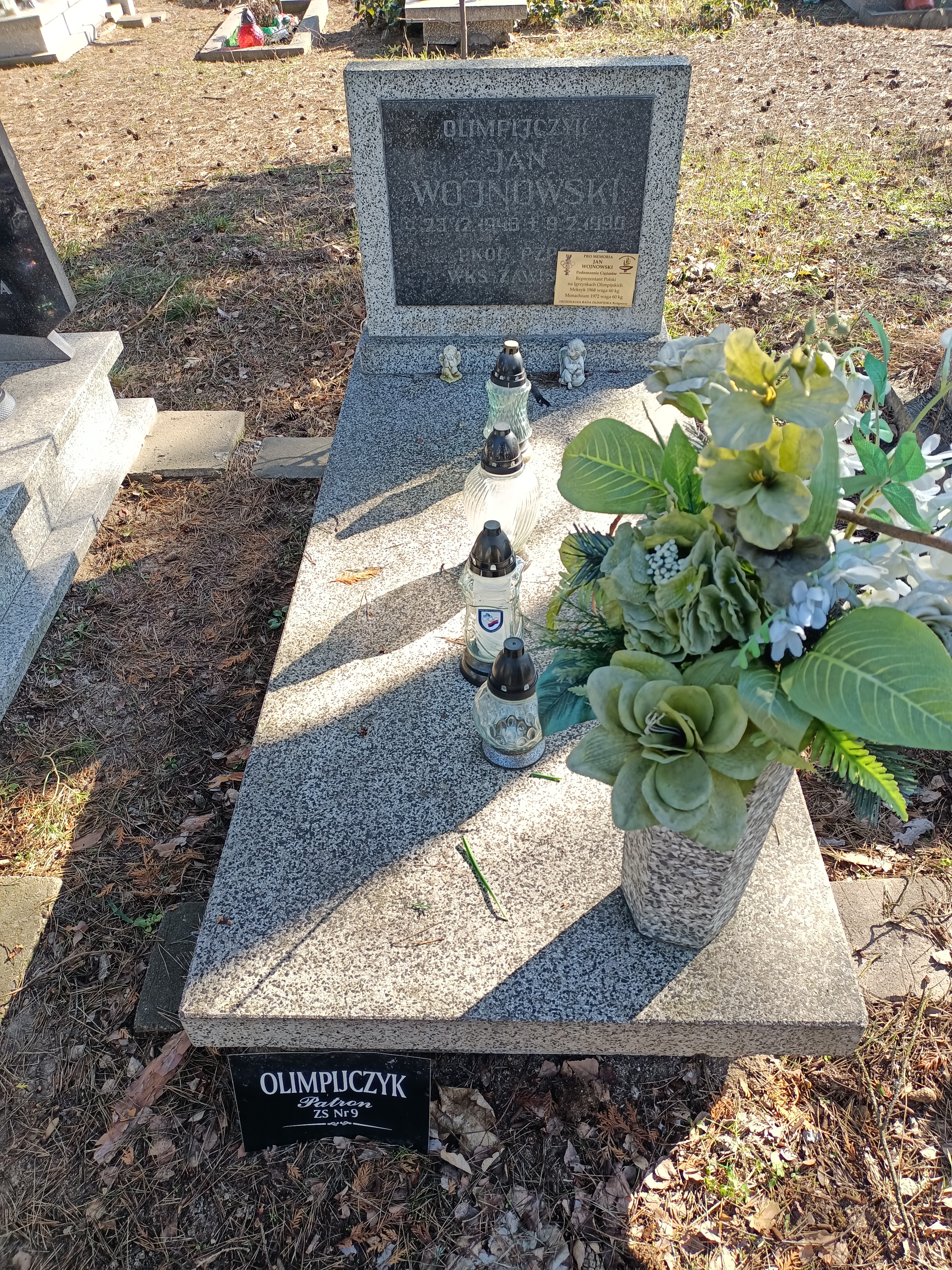
Grab von Jan Wojnowskis

### Internationale Erfolge/Mehrkampf
(OS = Olympische Spiele, WM = Weltmeisterschaft, EM = Europameisterschaft, Fe = Federgewicht, Wettbewerbe bis 1972 im olympischen Dreikampf, bestehend aus Drücken, Reißen und Stoßen, ab 1973 im Zweikampf, bestehend aus Reißen und Stoßen)
- 1968, 4. Platz, OS in Mexiko-Stadt, Fe, mit 382,5 kg, hinter Yoshinobu Miyake, Japan 392,5 kg, Dito Schanidse, UdSSR, 387,5 kg, Yoyhiyuki Miyake, Japan, 385 kg und vor Mieczysław Nowak, Polen, 375 kg;
- 1970, 2. Platz, EM in Szombathely, Fe, mit 377,5 kg, hinter Mladen Kutschew, Bulgarien, 382,5 kg und vor János Benedek, Ungarn, 375 kg und Henryk Trębicki, Polen, 370 kg;
- 1971, 1. Platz, EM in Sofia, Fe, mit 397,5 kg, vor Shanidze, 395 kg und Benedek, 390 kg;
- 1971, unplatziert, WM in Lima, Fe, Disqualifikation wegen Übergewichts;
- 1972, unplatziert, OS in München, 3 Fehlversuche im Stoßen; Sieger: Norair Nurikjan, Bulgarien, 402,5 kg vor Shanidze, 400 kg;
- 1973, 4. Platz, EM in Madrid, Fe, mit 262,5 kg, hinter Dito Schanidse, 272,5 kg, Norair Nurikjan, 270 kg und Benedek, 267,5 kg;
- 1973, 1. Platz, Spartakiade der soz. Armeen, Fe, mit 257,5 kg, vor Karel Prohl, CSSR, 255 kg und Sasanow, UdSSR, 250 kg;
- 1973, 3. Platz, WM in Havanna, Fe, mit 257,5 kg, hinter Schanidse, 272,5 kg und Nourikijan, 267,5 kg;
- 1974, 4. Platz, EM in Verona, Fe, mit 265 kg, hinter Georgi Todorow, Bulgarien, 272,5 kg, Schanidse, 272,5 kg und Nurikian, 265 kg;
- 1974, 4. Platz, WM in Manila, Fe, mit 267,5 kg, hinter Todorow, 280 kg, Nikolai Kolesnikow, UdSSR, 277,5 kg und Nourikijan, 277,5 kg

### Medaillen Einzeldisziplinen
(werden seit 1969 vergeben)
- WM-Goldmedaillen: 1972, Reißen, Fe,
- WM-Bronzemedaille: 1969, Reißen, Fe
- EM-Goldmedaillen: 1970, Reißen, Fe – 1971, Reißen, Fe – 1971, Stoßen, Fe,
- EM-Silbermedaille: 1969, Reißen, Fe,
- EM-Bronzemedaille: 1973, Stoßen, Fe

### Polnische Meisterschaften
- 1968, 1. Platz, Fe, mit 367,5 kg,
- 1969, 1. Platz, Fe, mit 390 kg,
- 1972, 1. Platz, Le, mit 405 kg,
- 1974, 3. Platz, Le, mit 275 kg,

### Polnische Rekorde
Jan Wojnowski erzielte insgesamt 15 polnische Rekorde.